# Muzyka

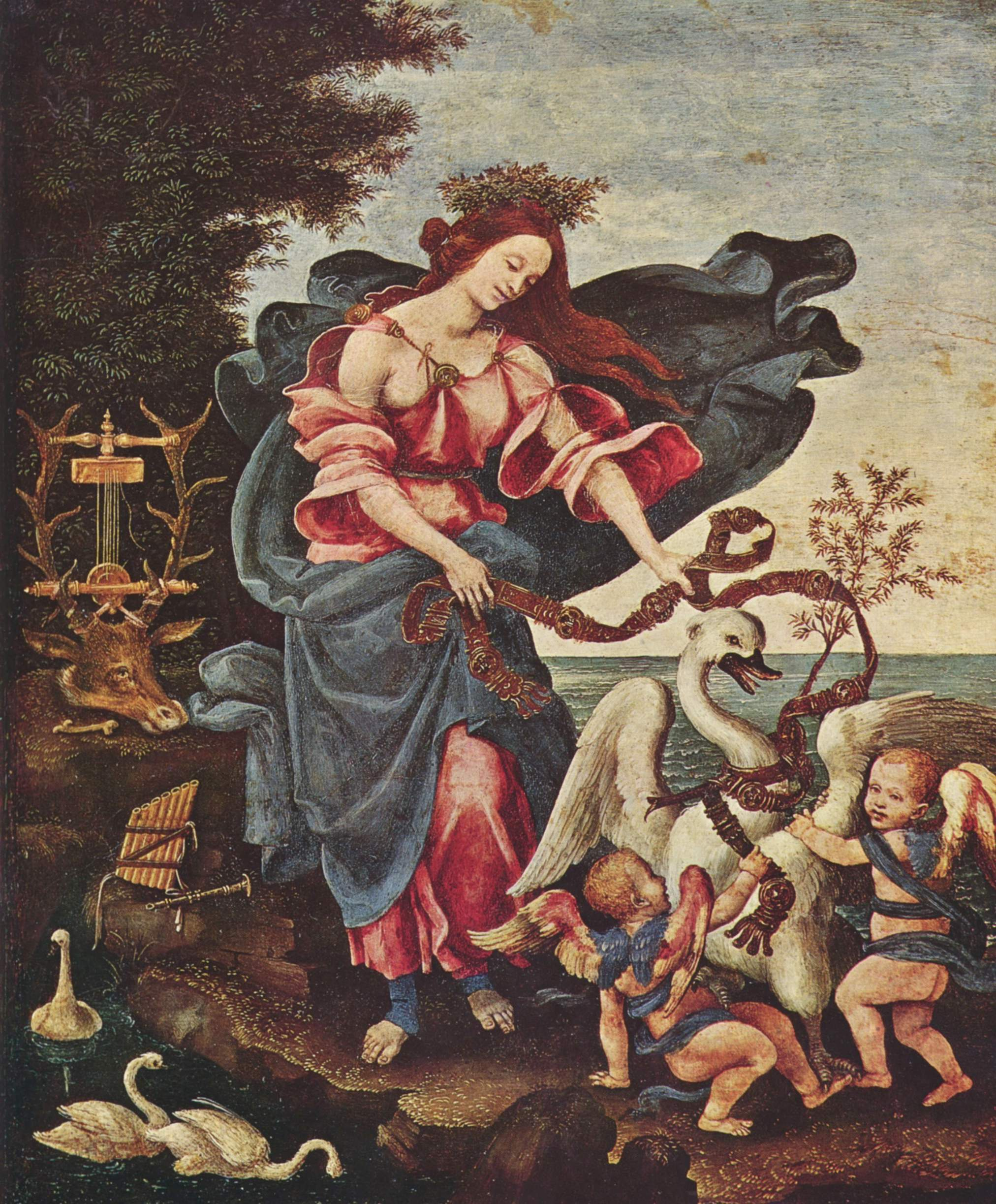
Alegoria Muzyki, Filippino Lippi

Muzyka (łac. musica, ze stgr. μουσική mousiké „sztuka muz”) – jedna z dziedzin sztuk pięknych, w której  dźwięki odbierane są przez człowieka i wpływają na jego psychikę. Jest to sztuka układania struktur dźwiękowych w czasie. Dźwięki te można wytworzyć za pomocą instrumentów muzycznych lub ludzkiego głosu.
Struktury dźwiękowe składają się z zestawów fal akustycznych o celowo dobranych częstotliwościach i amplitudach oraz ciszy pomiędzy nimi. Jednym z celów muzyki jest samoekspresja oraz przekaz subiektywnych odczuć kompozytora lub wykonawcy, który ma wpływ na odczucia, reakcje i świadomość słuchacza przetwarzającego te doznania w sposób zupełnie indywidualny. Od mowy ludzkiej różni się znacznie większą abstrakcyjnością przekazywanych treści oraz wykorzystaniem, oprócz głosu ludzkiego, instrumentów muzycznych oraz wszelkich dźwięków elektronicznych, naturalnych i nieartykułowalnych.
Muzyka jest jednym z przejawów ludzkiej kultury. Można przyjąć, że muzyka od zawsze towarzyszyła człowiekowi w pracy, zabawie, odpoczynku oraz w obrzędach, najpewniej również od początku łączona była z tańcem i słowem. Z początku muzyka służyła celom praktycznym – pomagała w pracy zespołowej, była formą komunikacji, później stała się także elementem tożsamości zbiorowej. Z czasem wykształciła się jako jedna z gałęzi sztuki.

## Początki

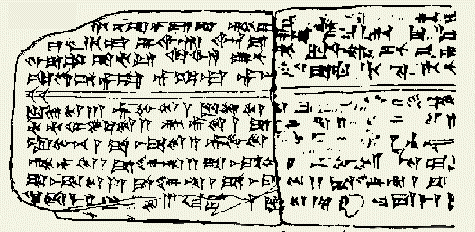
Tablica z zapisem części Hymnu do Nikkal, pochodząca z ok. 1400 roku p.n.e.

W czasach prehistorycznych grano na muszlach i piszczałkach wykonanych z kości. Muzyka towarzyszyła tańcom i ceremoniom religijnym. A w starożytnych państwach: Mezopotamii, Egipcie, Indiach, Chinach i Grecji słuchano muzyki również dla przyjemności.
Prawdopodobnie za najstarszy wiernie odtworzony współcześnie utwór muzyczny uważany jest Hymn do Nikkal, którego zapis datowany jest na 1400 rok p.n.e. Zapis pochodzi z państwa Hurytów; odnaleziono go w połowie XX wieku w Ugarit na wybrzeżu Morza Śródziemnego, zaś muzykę odtworzono po piętnastu latach prac na Uniwersytecie Kalifornijskim (Berkeley).
Pierwszy kompletny utwór muzyczny, który zachował się do naszych czasów, datowany jest na IX wiek.

### Mitologiczne początki
Tradycja tworzenia dźwięków muzycznych sięga czasów równie odległych jak rozwój ludzkiej mowy. W dawnych mitologiach odkrycie muzyki i wynalezienie pierwszych instrumentów przypisywano bogom, legendarnym władcom, herosom oraz mędrcom. Postaciami, które są uważane za twórców muzyki pojawiają się: bóg Pradżapati w mitologii hinduskiej, Apollo z mitologii greckiej, chińscy cesarze Fuxi i Huang Di czy grecki filozof Pitagoras. Według mitologii rzymskiej wynalazcą muzyki był Merkury, który ze skorupy wyschniętego żółwia zrobił lirę. Z kolei według przekazów biblijnych wynalazcą muzyki był Jubal, gdyż w Rdz 4, 21 określony został jako ojciec wszystkich tych, którzy grają na „cytrach i organach”.

## Elementy dzieła muzycznego

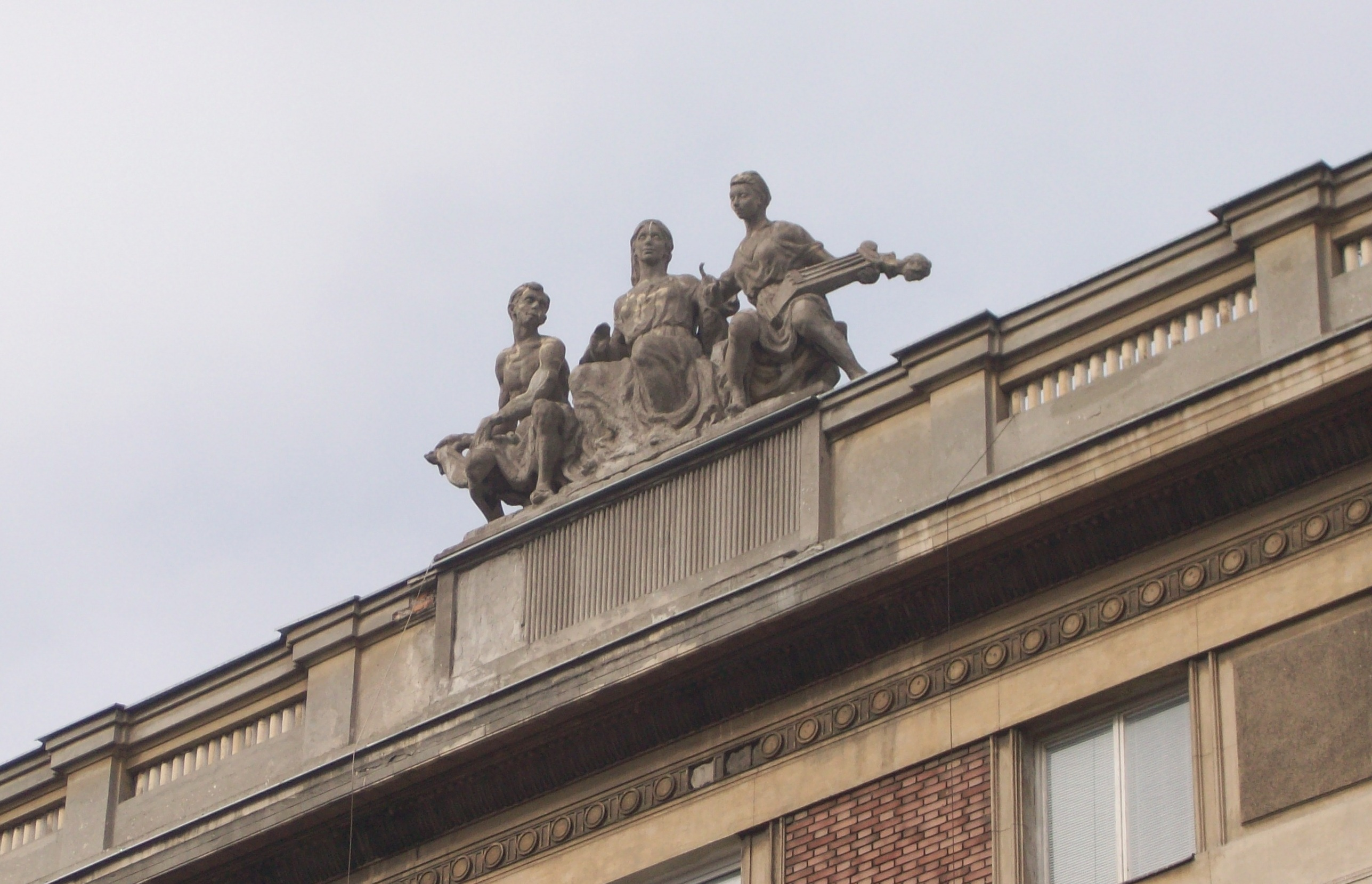
Alegoryczne przedstawienie muzyki – Grupa Muzyka na warszawskim MDM-ie (proj. J. Gosławski)

Dźwięki muzyczne charakteryzują się określoną
Cechy dźwięku muzycznego to natężenie, barwa, czas trwania, rozległość przestrzenna oraz – zazwyczaj – wysokość. W dziełach muzycznych, które są celową kombinacją dźwięków rozbrzmiewających w określonym czasie – kolejno lub jednocześnie (kompozycja) – wyróżnia się metodą analizy kilka elementów: melodia, harmonia, rytm, struktura formalna (forma), dynamika, agogika, kolorystyka dźwiękowa (barwa dźwięku), artykulacja, metrum, tempo, frazowanie.

## Klasyfikacje

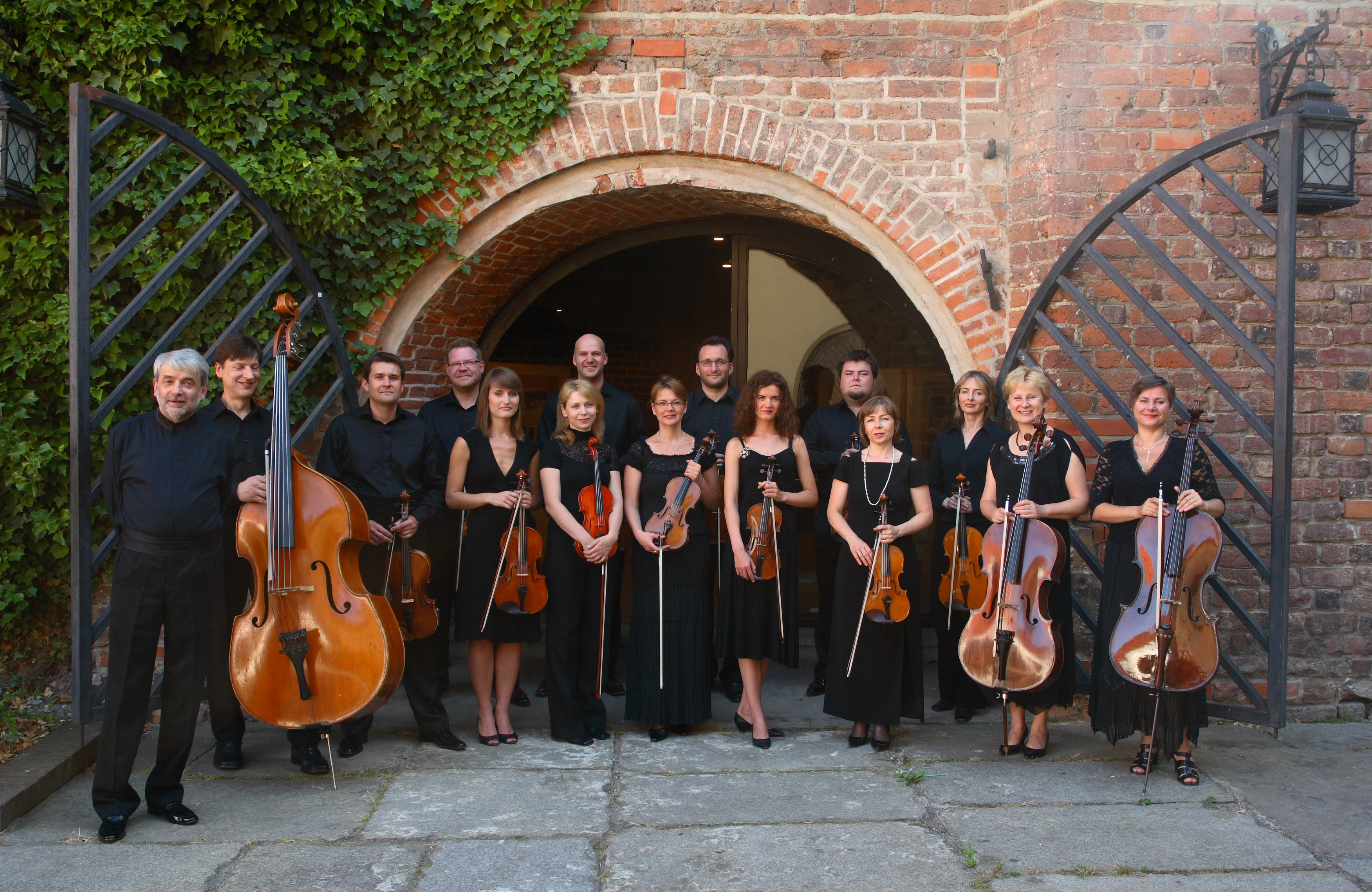
Orkiestra Kameralna Wratislavia (2010)

Muzykę euroatlantyckiego kręgu kulturowego można klasyfikować na wiele sposobów, np.:
Forma przekazu:
- muzyka rozrywkowa – przekazywana poprzez środki masowego przekazu;
- muzyka ludowa – przekazywana poprzez naśladownictwo;
- muzyka profesjonalna – przekazywana poprzez notację muzyczną.

Środki wykonawcze:
- muzyka wokalna;
- muzyka instrumentalna;
- muzyka wokalno-instrumentalna.

Liczba wykonawców:
- muzyka solowa;
- muzyka kameralna;
- muzyka koncertowa (estradowa);
  - muzyka symfoniczna;
  - muzyka chóralna.

Przeznaczenie:
- muzyka funkcjonalna;
- muzyka autonomiczna;

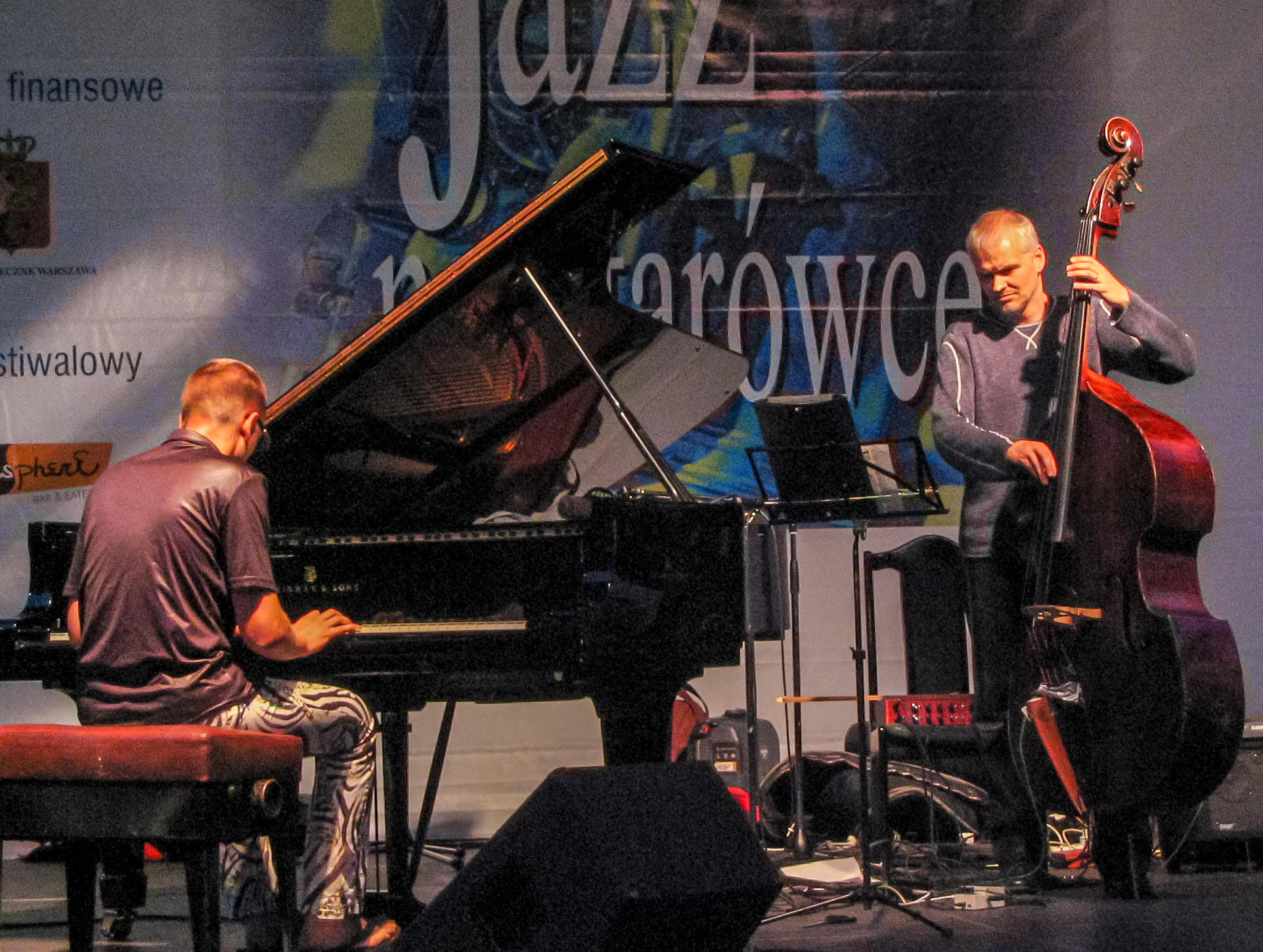
Leszek Możdżer – fortepian
Lars Danielsson – kontrabas (2004)

- muzyka sceniczna – opera, balet, muzyka teatralna, muzyka filmowa;
- muzyka liturgiczna.

Cechy formalne i genetyczne:
- muzyka poważna;
- muzyka rozrywkowa;
- muzyka ludowa.

Ze względu na cechy stylistyczne dzieli się też muzykę według epok. Mówi się o:
- muzyce antycznej;
- muzyce średniowiecznej;
- muzyce renesansowej;
- muzyce barokowej (wraz ze średniowieczną i renesansową o muzyce dawnej);
- muzyce klasycznej;
- muzyce romantycznej;
- muzyce współczesnej.